# Арнольд фон Фітінгхоф
Арнольд фон Фітінгхоф (*Arnold von Vitinghove, д/н —11 липня 1364) — 26-й магістр Лівонського ордену в 1360—1364 роках.

## Життєпис
Походив з вестфальського шляхетського роду Фітінгхофів, васалів графства Марк. народився узамку Фітінгхоф поблизу Ессену. Його родичі обіймали провідні посади в Тевтонському ордені.
У 1342 році призначається першим комтуром Маріенбургу (призначення перш за все було пов'язано з тим, що родичі Фітінгохофа мали значні маєтності в цій місцевості). У 1347 році отримав посаду комтура Гольдінгену. 1348 року йому було надано ревельське комтурство.
1360 року обирається очільником Лівонського ордену. Продовжував проводити агресивну політику стосовно Великого князівства Литовського. Навесні і восени того ж року здійснив два походи на литовські землі.
Протягом 1362 року Арнольд фон Фітінгхоф очолював чотири походи на Литву. Під час третього діяв спільного з великим магістром Тевтонського ордену Вінріхом фон Кніпроде. Фітінгхоф і Кніпроду після запеклого опіку захопили Ковно, де у полон потрапив Войдат, син Кейстута.
У червні 1362 року Арнольд фон Фітінгхоф організував орденський з'їзд в Дерпті. На ньому також були присутні єпископи езельский, ревельський і дерптський. аббати найвпливовіших монастирів. тут розглядався конфлікт між Орденом і дерптським єпископом Йоганном Фюнфгаузеном. Зрештою єпископ змушений був просити прощення у магістра і зобов'язався надавати військову допомогу ливонським лицарям у війні проти литовців. Але по завершенню з'їзду Йоганн Фюнфгаузен звернувся до папи римського Урбана V зі скаргою на дії Арнольда фон Фітінгхофа і ордена.
У лютому та восени 1363 року магістр на чолі військ плюндрував Упитську волость. Взимку 1364 року Арнольд фон Фітінгхоф спільно з великим магістром Вінріхом фон Кніпроде здійснив новий похід на Литву, завдавши значного розорення. В липні цього ж року помер. Наступним очільником Лівонського ордену став Вільгельм фон Фрімерсгайм.